# أوغوز يلماز
أوغوز يلماز (بالتركية: Oğuz Yılmaz) هو لاعب كرة قدم تركي في مركز الدفاع، ولد في 1993 في شيشلي في تركيا. لعب مع دينيزلي سبور.

## وصلات خارجية
- أوغوز يلماز على موقع اتحاد تركيا (لاعب) (الإنجليزية)
- أوغوز يلماز على موقع اتحاد تركيا (لاعب) (الإنجليزية)
- أوغوز يلماز على موقع قاعدة بيانات كرة القدم.إي يو (الإنجليزية)
- أوغوز يلماز على موقع Soccerway.com (الإنجليزية)
- أوغوز يلماز على موقع عالم كرة القدم.نت (الإنجليزية)